# Liste der Bodendenkmale in Verden (Aller)
In der Liste der Bodendenkmale in Verden sind die Bodendenkmale der niedersächsischen Gemeinde Verden (Aller) aufgeführt. Die Quelle ist der Denkmalatlas Niedersachsen. 

Verden im Landkreis Verden

Der Stand der Liste ist der 6. Januar 2025.

## Allgemein
In den Spalten finden sich folgende Informationen des Bodendenkmales:
Lagegeographische Koordinaten
BezeichnungBezeichnung lt. Denkmalatlas
BeschreibungBeschreibung lt. Denkmalatlas
IDObjekt-ID
BildBild, ggf. zusätzlich mit Link zu weiteren Fotos im Medienarchiv Wikimedia Commons.

## Borstel
| Lage                        | Bezeichnung           | Beschreibung                              | ID       | Bild |
| --------------------------- | --------------------- | ----------------------------------------- | -------- | ---- |
| 52° 55′ 56″ N, 9° 17′ 54″ O | Borstel 12, Grabhügel | Durchmesser ca. 14 m und Höhe ca. 0,75 m. | 32202557 | BW   |

## Dauelsen
| Lage                        | Bezeichnung               | Beschreibung | ID       | Bild           |
| --------------------------- | ------------------------- | --- | -------- | -------------- |
| 52° 57′ 56″ N, 9° 13′ 8″ O  | Dauelsen 1, Grabhügel     | Durchmesser ca. 13 m und Höhe ca. 0,6 m. | 32202707 | BW             |
| 52° 57′ 15″ N, 9° 14′ 14″ O | Dauelsen 2, Grabhügel     | Durchmesser ca. 25 m und Höhe ca. 1,5 m. | 32603702 | BW             |
| 52° 57′ 15″ N, 9° 14′ 16″ O | Dauelsen 3, Grabhügel     | Durchmesser ca. 21 m und Höhe ca. 2 m. | 32603716 | BW             |
| 52° 56′ 59″ N, 9° 14′ 29″ O | Dauelsen 6, Grabhügel     | Durchmesser ca. 12 m und Höhe ca. 0,75 m. | 32202708 | BW             |
| 52° 56′ 58″ N, 9° 14′ 29″ O | Dauelsen 7, Grabhügel     | Durchmesser ca. 19 m und Höhe ca. 1,25 m. | 32202829 | BW             |
| 52° 57′ 55″ N, 9° 13′ 22″ O | Dauelsen 23, Grabhügel    | Durchmesser ca. 21 m und Höhe ca. 1 m. | 32202936 | BW             |
| 52° 56′ 43″ N, 9° 13′ 31″ O | Dauelsen 40, Schalenstein | Der sog. Sachsenhain am Westrand von Dauelsen war als neuheidnische Kultstätte des Nationalsozialismus geplant und wurde 1934/35 als von Findlingen gesäumter Rundweg um eine Wiese herum errichtet. Dafür wurden 4500 Findlinge aus ganz Niedersachsen angeliefert, darunter ein Schalenstein mit sechs Schälchen, ein Stein mit einer umlaufenden tiefen Rille und zwei weitere Rillensteine. Die Rillensteine dürften teils prähistorisch, teils rezent bearbeitet sein, die Schälchen auf dem Schälchenstein sind sicher in prähistorischer Zeit eingearbeitet. | 33786595 | Weitere Bilder |

## Döhlbergen
| Lage                        | Bezeichnung         | Beschreibung | ID       | Bild |
| --------------------------- | ------------------- | --- | -------- | ---- |
| 52° 54′ 8″ N, 9° 10′ 49″ O  | Döhlbergen 5, Deich | Länge betrug einst 4 km, heute ein Teilstück mit insgesamt 1 km unter der modernen Deichführung erhalten. Bis zu 20 m breit und 3,5 m hoch. In weiteren Deichabschnitten im Norden und Süden fortgesetzt. In der Kurhannoverschen Landesaufnahme 1771, Blatt 42 verzeichnet. - Teilstück ID: 36429999 - Teilstück ID: 36432000 - Teilstück ID: 36432116 | 36429921 | BW   |
| 52° 53′ 37″ N, 9° 11′ 20″ O | Döhlbergen 6, Wurt  | Annähernd oval, N-S Orientierung, Fläche 130 × 105 m und Höhe bis zu 0,3 m. Modern überbaut. Frühe Erwähnungen in der Karte der Kurhannoverschen Landesaufnahme von 1771, Blatt 42, in der die Wurt mit einem Gehöft dargestellt ist. Der Meyerhof soll schon 1220 im Verzeichnis der Verdener Bischöfe genannt sein. Meyer ist als Besitzername seit 1571 belegt (Chronik der Ortschaft Döhlbergen-Hutbergen). | 37492500 | BW   |
| 52° 53′ 58″ N, 9° 11′ 33″ O | Döhlbergen 7, Wurt  | Annähernd oval, O-W Orientierung, Fläche 105 × 80 m und Höhe bis zu 0,5 m. Modern überbaut. Frühe Erwähnungen in der Karte der Kurhannoverschen Landesaufnahme von 1771, Blatt 42, in der die Wurt mit einem Gehöft dargestellt ist. Der Hof soll von einem Wassergraben mit Zugbrücke umgeben gewesen sein, den man heute im Gelände aber nicht mehr erkennen kann. In der ersten Hälfte des 19. Jh.s wurden bei Erdarbeiten neben den Resten der Zugbrücke angeblich zwei Kanonenrohre gefunden, eines wird noch heute auf dem Hof aufbewahrt. Junker Anton von Mischen wird vor 1664 auf dem Hof erwähnt (Chronik der Ortschaft Döhlbergen-Hutbergen). | 37492538 | BW   |
| 52° 53′ 51″ N, 9° 11′ 37″ O | Döhlbergen 8, Wurt  | Annähernd oval, NO-SW Orientierung, Fläche 95 × 65 m und Höhe bis zu 0,3 m. Modern überbaut. Ersterwähnung 1590 in der Chronik der Ortschaft Döhlbergen-Hutbergen. In der Karte der Kurhannoverschen Landesaufnahme von 1771, Blatt 42, mit einem Gehöft dargestellt. Das Hauptgebäude wurde 1867 erbaut. Der heutige Besitzer hat beim Kanalbau auf der NW-Längsseite Reste des Vorgängergebäudes angeschnitten. Darüber waren nach seiner Erinnerung noch einmal 40 – 50 cm Erde zur Erhöhung der Wurt aufgebracht. | 37492549 | BW   |
| 52° 53′ 5″ N, 9° 11′ 38″ O  | Döhlbergen 9, Wurt  | Annähernd oval, N-S Orientierung, Fläche 155 × 115 m und Höhe bis zu 0,3 m. Modern überbaut. Ersterwähnung 1652 als Graf von Königsmarck den Kunsten-Hof erwirbt und ihn mit den benachbarten Oelrichs- und Papers-Hof zum Gut Rieda zusammenlegte. Eintrag in der Karte der Kurhannoverschen Landesaufnahme von 1771, Blatt 42, in der die Wurt mit einem Gehöft dargestellt ist. | 37493349 | BW   |

## Eitze
| Lage                        | Bezeichnung         | Beschreibung                             | ID       | Bild |
| --------------------------- | ------------------- | ---------------------------------------- | -------- | ---- |
| 52° 54′ 36″ N, 9° 18′ 2″ O  | Eitze 2, Grabhügel  | Durchmesser ca. 14 m und Höhe ca. 1 m.   | 32202840 | BW   |
| 52° 54′ 29″ N, 9° 17′ 59″ O | Eitze 8, Grabhügel  | Durchmesser ca. 14 m und Höhe ca. 1 m.   | 32202935 | BW   |
| 52° 54′ 29″ N, 9° 18′ 1″ O  | Eitze 9, Grabhügel  | Durchmesser ca. 10 m und Höhe ca. 0,5 m. | 32201092 | BW   |
| 52° 54′ 43″ N, 9° 18′ 8″ O  | Eitze 14, Grabhügel | Durchmesser ca. 10 m und Höhe ca. 0,6 m. | 32201093 | BW   |

## Groß Hutbergen
| Lage                        | Bezeichnung               | Beschreibung | ID       | Bild |
| --------------------------- | ------------------------- | --- | -------- | ---- |
| 52° 55′ 16″ N, 9° 11′ 21″ O | Groß Hutbergen 4, Schanze | Rechteckige Schanze misst ca. 40 × 22 m Seitenlänge und ist von einem flachen Graben umgeben. Breite ca. 4 m, Tiefe ca. 0,2 m. Nach Süden kaum erkennbar, an der nördlichen Schmalseite sind Vorsprünge in den Ecken erkennbar. Die Innenfläche ist um ca. 0,5 – 0,8 m gegenüber Umgebung erhöht, d.h. es hat anscheinend nie einen Wall gegeben, sondern mit dem Aushub wurde die Innenfläche erhöht. Innenfläche eben, Gebäudereste oder Ziegelbruch nicht vorhanden. Möglicherweise handelt es sich um die Schanze, die 1635 auf Veranlassung der Schweden „vor den Brücken“ angelegt wurde. Die Kurhannoversche Landesaufnahme von 1771 enthält keinen Hinweis. | 32204603 | BW   |
| 52° 55′ 48″ N, 9° 10′ 53″ O | Groß Hutbergen 5, Deich   | * Teilstück ID: 36433004 - Teilstück ID: 36432958 | 36432305 | BW   |

## Klein Hutbergen
| Lage                        | Bezeichnung                | Beschreibung | ID       | Bild |
| --------------------------- | -------------------------- | --- | -------- | ---- |
| 52° 56′ 28″ N, 9° 11′ 28″ O | Klein Hutbergen 1, Schanze | Frühneuzeitliche Schanze. Befestigungsanlage wurde im Jahr 1653, also 5 Jahre nach dem 30jährigen Krieg, von den Schweden im Stile der Zeit sternförmig erbaut (Vauban'scher Stern). Ursprünglich mit nur 4 Bastionen geplant, wie ein Plan aus der Chronik von Klein-Hutbergen von etwa 1647 zeigt, wurde dann aber mit 5 Bastionen gebaut. Nach nur 6 Jahren wurde die Schanze im Winter 1658/59 wegen Hochwasser wieder aufgegeben, das Inventar kam nach Stade. Die Anlage weist einen Durchmesser von ca. 385 m auf. Die Gräben waren wohl ursprünglich bis 2,00 m tief, wurden aber 1958 aus Gründen des Hochwasserschutzes einplaniert. | 32603668 | BW   |
| 52° 56′ 3″ N, 9° 11′ 26″ O  | Klein Hutbergen 10, Deich  | Länge betrug einst 2,5 km, heute ist noch ein Teilstück mit insgesamt 2 km teils unter der modernen Deichführung erhalten. Bis zu 20 m breit und 3 m hoch. In weiteren Deichabschnitten im Westen und Südosten fortgesetzt. Bereits in der Kurhannoverschen Landesaufnahme 1771, Blatt 42 verzeichnet. Bei einem Hochwasser im März 1881 bei Klein Hutbergen großflächig niedergelegt, damit das Wasser abfließen konnte, das durch den Deichbruch bei Hönisch eingedrungen war. - Teilstück ID: 36430920 | 36430812 | BW   |

## Scharnhorst
| Lage                        | Bezeichnung               | Beschreibung                                                        | ID       | Bild |
| --------------------------- | ------------------------- | ------------------------------------------------------------------- | -------- | ---- |
| 52° 57′ 44″ N, 9° 16′ 24″ O | Scharnhorst 20, Grabhügel | Durchmesser ca. 9 m und Höhe ca. 0,4 m.                             | 32204364 | BW   |
| 52° 56′ 32″ N, 9° 15′ 28″ O | Scharnhorst 22, Grabhügel | Durchmesser ca. 20 m und Höhe ca. 1,25 m.                           | 32204365 | BW   |
| 52° 56′ 21″ N, 9° 16′ 36″ O | Scharnhorst 36, Grabhügel | Durchmesser ca. 12 m und Höhe ca. 0,5 m.                            | 32204598 | BW   |
| 52° 56′ 21″ N, 9° 16′ 38″ O | Scharnhorst 37, Grabhügel | Durchmesser ca. 17 m und Höhe ca. 0,75 m.                           | 32204734 | BW   |
| 52° 56′ 19″ N, 9° 16′ 41″ O | Scharnhorst 38, Grabhügel | Durchmesser ca. 14 m und Höhe ca. 1,5 m.                            | 32204840 | BW   |
| 52° 55′ 57″ N, 9° 17′ 48″ O | Scharnhorst 49, Grabhügel | Durchmesser ca. 16 m und Höhe ca. 1,5 m.                            | 32201465 | BW   |
| 52° 55′ 58″ N, 9° 17′ 48″ O | Scharnhorst 50, Grabhügel | Durchmesser ca. 11 m und Höhe ca. 0,5 m.                            | 32201587 | BW   |
| 52° 55′ 59″ N, 9° 17′ 49″ O | Scharnhorst 51, Grabhügel | Durchmesser ca. 15 m und Höhe ca. 1 m.                              | 32201588 | BW   |
| 52° 55′ 59″ N, 9° 17′ 53″ O | Scharnhorst 52, Grabhügel | Durchmesser ca. 14 m und Höhe ca. 0,5 m.                            | 32201592 | BW   |
| 52° 56′ 0″ N, 9° 16′ 31″ O  | Scharnhorst 58, Grabhügel | Durchmesser ca. 18 m und Höhe ca. 1,7 m.                            | 32201593 | BW   |
| 52° 55′ 58″ N, 9° 16′ 22″ O | Scharnhorst 59, Grabhügel | Durchmesser ca. 12 m und Höhe ca. 1,3 m.                            | 32201594 | BW   |
| 52° 55′ 59″ N, 9° 17′ 42″ O | Scharnhorst 63, Grabhügel | Fläche ca. 15 × 10 m und Höhe ca. 0,5 m. Oval in Ost-Süd-Richtung.  | 32201842 | BW   |
| 52° 55′ 59″ N, 9° 17′ 44″ O | Scharnhorst 64, Grabhügel | Durchmesser ca. 8 m und Höhe ca. 0,3 m.                             | 32201843 | BW   |
| 52° 55′ 49″ N, 9° 17′ 4″ O  | Scharnhorst 75, Grabhügel | Fläche ca. 16 × 11 m und Höhe ca. 0,6 m. Oval in Nord-Süd-Richtung. | 32202996 | BW   |

### Scharnhorst 1
- ID:32204233
- Grabhügelfeld.

| Lage                        | Bezeichnung    | Beschreibung                                                                  | ID       | Bild |
| --------------------------- | -------------- | ----------------------------------------------------------------------------- | -------- | ---- |
| 52° 57′ 56″ N, 9° 16′ 25″ O | Scharnhorst 1  | Durchmesser ca. 11 m und Höhe ca. 0,75 m                                      | 32201094 | BW   |
| 52° 57′ 56″ N, 9° 16′ 26″ O | Scharnhorst 2  | Durchmesser ca. 12 m und Höhe ca. 0,5 m                                       | 32202961 | BW   |
| 52° 57′ 56″ N, 9° 16′ 28″ O | Scharnhorst 3  | Durchmesser ca. 12 m und Höhe ca. 0,5 m                                       | 32202960 | BW   |
| 52° 57′ 58″ N, 9° 16′ 30″ O | Scharnhorst 4  | Durchmesser ca. 13 m und Höhe ca. 0,75 m                                      | 32202962 | BW   |
| 52° 58′ 0″ N, 9° 16′ 37″ O  | Scharnhorst 7  | Durchmesser ca. 10 m und Höhe ca. 0,75 m                                      | 32201224 | BW   |
| 52° 58′ 0″ N, 9° 16′ 38″ O  | Scharnhorst 8  | Durchmesser ca. 15 m und Höhe ca. 0,75 m                                      | 32201235 | BW   |
| 52° 58′ 1″ N, 9° 16′ 39″ O  | Scharnhorst 9  | Durchmesser ca. 15 m und Höhe ca. 0,5 – 1 m.                                  | 32201234 | BW   |
| 52° 58′ 1″ N, 9° 16′ 33″ O  | Scharnhorst 10 | Durchmesser ca. 15 m und Höhe ca. 1 m                                         | 32202827 | BW   |
| 52° 58′ 4″ N, 9° 16′ 43″ O  | Scharnhorst 11 | Durchmesser ca. 14 m und Höhe ca. 0,5 m.                                      | 32201330 | BW   |
| 52° 58′ 11″ N, 9° 16′ 50″ O | Scharnhorst 12 | Durchmesser ca. ?? m und Höhe ca. 0,5 m.                                      | 32201350 | BW   |
| 52° 58′ 6″ N, 9° 16′ 48″ O  | Scharnhorst 13 | Durchmesser ca. 13 m und Höhe ca. 0,5 m, östliche Hälfte nicht mehr erhalten. | 32201223 | BW   |
| 52° 58′ 9″ N, 9° 16′ 52″ O  | Scharnhorst 15 | Durchmesser ca. 17 m und Höhe ca. 1,25 m.                                     | 32201349 | BW   |
| 52° 58′ 9″ N, 9° 16′ 53″ O  | Scharnhorst 16 | Fläche ca. 26 × 16 m und Höhe ca. 2 m. Oval in Nordwest-Südost-Richtung.      | 32204107 | BW   |
| 52° 58′ 10″ N, 9° 16′ 58″ O | Scharnhorst 18 | Durchmesser ca. 10 m und Höhe ca. 0,75 m.                                     | 32204108 | BW   |
| 52° 58′ 7″ N, 9° 16′ 56″ O  | Scharnhorst 19 | Durchmesser ca. 10 m und Höhe ca. 0,5 m.                                      | 32204109 | BW   |
| 52° 58′ 12″ N, 9° 16′ 53″ O | Scharnhorst 60 | Fläche ca. 17 × 9 m und Höhe ca. 0,5 m. Oval in Nord-Süd-Richtung.            | 32204232 | BW   |

### Scharnhorst 28
- ID:32204233
- Grabhügelfeld.

| Lage                        | Bezeichnung    | Beschreibung                             | ID       | Bild |
| --------------------------- | -------------- | ---------------------------------------- | -------- | ---- |
| 52° 56′ 27″ N, 9° 16′ 12″ O | Scharnhorst 28 | Durchmesser ca. 10 m und Höhe ca. 0,4 m. | 32204470 | BW   |
| 52° 56′ 26″ N, 9° 16′ 12″ O | Scharnhorst 29 | Durchmesser ca. 15 m und Höhe ca. 1,5 m. | 32204471 | BW   |
| 52° 56′ 26″ N, 9° 16′ 14″ O | Scharnhorst 30 | Durchmesser ca. 16 m und Höhe ca. 1,5 m. | 32204479 | BW   |
| 52° 56′ 25″ N, 9° 16′ 11″ O | Scharnhorst 31 | Durchmesser ca. 20 m und Höhe ca. 1,5 m. | 32204480 | BW   |
| 52° 56′ 25″ N, 9° 16′ 13″ O | Scharnhorst 32 | Durchmesser ca. 15 m und Höhe ca. 1,5 m. | 32204733 | BW   |
| 52° 56′ 27″ N, 9° 16′ 12″ O | Scharnhorst 33 | Durchmesser ca. 10 m und Höhe ca. 0,4 m. | 32204599 | BW   |
| 52° 56′ 25″ N, 9° 16′ 17″ O | Scharnhorst 34 | Durchmesser ca. 10 m und Höhe ca. 0,4 m. | 32204600 | BW   |

### Scharnhorst 39
- ID:32201464
- Grabhügelfeld.

| Lage                       | Bezeichnung    | Beschreibung                                                         | ID       | Bild |
| -------------------------- | -------------- | -------------------------------------------------------------------- | -------- | ---- |
| 52° 56′ 8″ N, 9° 17′ 36″ O | Scharnhorst 39 | Durchmesser ca. 16 m und Höhe ca. 1 m.                               | 32204841 | BW   |
| 52° 56′ 8″ N, 9° 17′ 38″ O | Scharnhorst 40 | Durchmesser ca. 16 m und Höhe ca. 1 m, in der Nordhälfte abgetragen. | 32204965 | BW   |
| 52° 56′ 5″ N, 9° 17′ 35″ O | Scharnhorst 41 | Durchmesser ca. 18 m und Höhe ca. 1 m.                               | 32204966 | BW   |
| 52° 56′ 5″ N, 9° 17′ 37″ O | Scharnhorst 42 | Durchmesser ca. 11 m und Höhe ca. 1 m.                               | 32204967 | BW   |
| 52° 56′ 6″ N, 9° 17′ 37″ O | Scharnhorst 43 | Durchmesser ca. 15 m und Höhe ca. 1 m.                               | 32199356 | BW   |
| 52° 56′ 6″ N, 9° 17′ 40″ O | Scharnhorst 45 | Durchmesser ca. 14 m und Höhe ca. 1,5 m.                             | 32199358 | BW   |
| 52° 56′ 6″ N, 9° 17′ 41″ O | Scharnhorst 46 | Durchmesser ca. 11 m und Höhe ca. 1,2 m.                             | 32199478 | BW   |
| 52° 56′ 6″ N, 9° 17′ 43″ O | Scharnhorst 47 | Durchmesser ca. 18 m und Höhe ca. 1,7 m.                             | 32199479 | BW   |
| 52° 56′ 5″ N, 9° 17′ 41″ O | Scharnhorst 48 | Durchmesser ca. 10 m und Höhe ca. 0,75 m.                            | 32199480 | BW   |
| 52° 56′ 6″ N, 9° 17′ 38″ O | Scharnhorst 62 | Durchmesser ca. 16 m und Höhe ca. 1,25 m.                            | 32201463 | BW   |

## Verden
| Lage                        | Bezeichnung      | Beschreibung | ID       | Bild |
| --------------------------- | ---------------- | --- | -------- | ---- |
| 52° 55′ 23″ N, 9° 13′ 11″ O | Verden 69, Deich | Altdeich in N-S Richtung. Länge einst 1 km, heute sind drei Teilstücke fast über die gesamte Länge erhalten. Bis zu 20 m breit und 3 m hoch; weitere Deichabschnitte im Norden und Süden. Bereits 1660 erstmals erwähnt und in der Kurhannoverschen Landesaufnahme 1771, Blatt 42 verzeichnet. - Teilstück ID: 36433130 - Teilstück ID: 36433143 - Teilstück ID: 36433159 | 36433103 | BW   |
| 52° 55′ 9″ N, 9° 13′ 27″ O  | Verden 814, Wurt | Annähernd quadratisch; Durchmesser ca. 45 m und Höhe ca. 1 m. Modern überbaut. Frühe Erwähnungen in der Karte der Kurhannoverschen Landesaufnahme von 1770/1778, Blatt 43, mit einem Gehöft dargestellt. | 37549726 | BW   |

## Walle
| Lage                        | Bezeichnung         | Beschreibung                                                       | ID       | Bild |
| --------------------------- | ------------------- | ------------------------------------------------------------------ | -------- | ---- |
| 52° 59′ 43″ N, 9° 16′ 15″ O | Walle 3, Grabhügel  | Durchmesser ca. 20 m und Höhe ca. 1 m.                             | 32201985 | BW   |
| 52° 58′ 29″ N, 9° 16′ 51″ O | Walle 6, Grabhügel  | Durchmesser ca. 14 m und Höhe ca. 1 m.                             | 32202108 | BW   |
| 52° 58′ 27″ N, 9° 16′ 52″ O | Walle 7, Grabhügel  | Durchmesser ca. 19 m und Höhe ca. 1 m.                             | 32202109 | BW   |
| 52° 58′ 29″ N, 9° 16′ 54″ O | Walle 8, Grabhügel  | Durchmesser ca. 10 m und Höhe ca. 0,5 m.                           | 32202110 | BW   |
| 52° 58′ 26″ N, 9° 16′ 57″ O | Walle 9, Grabhügel  | Durchmesser ca. 18 m und Höhe ca. 1,3 m, mit zentraler Vertiefung. | 32202216 | BW   |
| 52° 58′ 23″ N, 9° 16′ 54″ O | Walle 10, Grabhügel | Durchmesser ca. 16 m und Höhe ca. 0,6 m.                           | 32202217 | BW   |
| 52° 58′ 51″ N, 9° 16′ 10″ O | Walle 27, Grabhügel | Durchmesser ca. 13 m und Höhe ca. 0,4 m.                           | 32202598 | BW   |

### Walle 1
- ID:32201984
- Grabhügelfeld.

| Lage                       | Bezeichnung | Beschreibung                                                                           | ID       | Bild |
| -------------------------- | ----------- | -------------------------------------------------------------------------------------- | -------- | ---- |
| 52° 59′ 36″ N, 9° 16′ 1″ O | Walle 1     | Durchmesser ca. 19 m und Höhe ca. 1 m, im Ostteil gestört.                             | 32199357 | BW   |
| 52° 59′ 36″ N, 9° 16′ 3″ O | Walle 2     | Durchmesser ca. 10 m und Höhe ca. 0,5 m.                                               | 32201965 | BW   |
| 52° 59′ 38″ N, 9° 16′ 1″ O | Walle 64    | Fläche ca. 13 × 6 m und Höhe ca. 0,5 m, länglich in Nord-Süd-Richtung.                 | 32201966 | BW   |
| 52° 59′ 37″ N, 9° 16′ 3″ O | Walle 65    | Durchmesser ca. 10 m und Höhe ca. 0,5 m, an der Südseite eine Steinreihe festgestellt. | 32201983 | BW   |

### Walle 16
- ID:32202218
- Grabhügelfeld.

| Lage                        | Bezeichnung | Beschreibung                                                                         | ID       | Bild |
| --------------------------- | ----------- | ------------------------------------------------------------------------------------ | -------- | ---- |
| 52° 58′ 6″ N, 9° 16′ 40″ O  | Walle 16    | Durchmesser ca. 11 m und Höhe ca. 0,5 m, am Rand seit Jahrzehnten als Miete benutzt. | 32202241 | BW   |
| 52° 58′ 5″ N, 9° 16′ 36″ O  | Walle 18    | Durchmesser ca. 12 m und Höhe ca. 0,7 m.                                             | 32202337 | BW   |
| 52° 58′ 3″ N, 9° 16′ 34″ O  | Walle 19    | Durchmesser ca. 10 m und Höhe ca. 0,75 m.                                            | 32202338 | BW   |
| 52° 58′ 2″ N, 9° 16′ 36″ O  | Walle 20    | Durchmesser ca. 15 m und Höhe ca. 0,75 m.                                            | 32202468 | BW   |
| 52° 58′ 2″ N, 9° 16′ 33″ O  | Walle 21    | Durchmesser ca. 12 m und Höhe ca. 0,75 m.                                            | 32202469 | BW   |
| 52° 58′ 1″ N, 9° 16′ 30″ O  | Walle 22    | Durchmesser ca. 12 m und Höhe ca. 0,75 m.                                            | 32202470 | BW   |
| 52° 57′ 59″ N, 9° 16′ 27″ O | Walle 23    | Durchmesser ca. 8 m und Höhe ca. 0,6 m.                                              | 32202494 | BW   |
| 52° 57′ 57″ N, 9° 16′ 25″ O | Walle 25    | Durchmesser ca. 13 m und Höhe ca. 0,7 m, Umfang nur schlecht abgrenzbar.             | 32202493 | BW   |
| 52° 58′ 2″ N, 9° 16′ 32″ O  | Walle 69    | Durchmesser ca. 11 m und Höhe ca. 0,8 m.                                             | 32202599 | BW   |

### Walle 34
- ID:32203844
- Grabhügelfeld.

| Lage                       | Bezeichnung | Beschreibung | ID       | Bild |
| -------------------------- | ----------- | --- | -------- | ---- |
| 52° 58′ 23″ N, 9° 17′ 2″ O | Walle 34    | Durchmesser ca. 7 m und Höhe ca. 0,5 m. | 32203467 | BW   |
| 52° 58′ 23″ N, 9° 17′ 2″ O | Walle 35    | Durchmesser ca. 8 m und Höhe ca. 0,6 m. | 32203722 | BW   |
| 52° 58′ 23″ N, 9° 17′ 3″ O | Walle 36    | Durchmesser ca. 6 m und Höhe ca. 0,5 m. | 32203723 | BW   |
| 52° 58′ 23″ N, 9° 17′ 3″ O | Walle 37    | Durchmesser ca. 8 m und Höhe ca. 0,6 m. | 32204736 | BW   |
| 52° 58′ 24″ N, 9° 17′ 3″ O | Walle 38    | Durchmesser ca. 8 m und Höhe ca. 0,6 m. 1983 bei Grabungen zentrales Steinkistengrab mit Urne gefunden. Die Urne, eine Amphore mit sechs flachen Kanneluren, enthielt 1,6 kg Leichenbrand und war darüber bis zum Rand mit weißem Sand gefüllt und mit einer Deckschale bedeckt. Datiert in die Frühe Eisenzeit. | 32202069 | BW   |
| 52° 58′ 24″ N, 9° 17′ 4″ O | Walle 39    | Durchmesser ca. 6 m und Höhe ca. 0,4 m. | 32204861 | BW   |
| 52° 58′ 24″ N, 9° 17′ 4″ O | Walle 40    | Durchmesser ca. 9 m und Höhe ca. 0,4 m, durch Pflanzfurchen gestört. | 32204862 | BW   |
| 52° 58′ 23″ N, 9° 17′ 5″ O | Walle 41    | Durchmesser ca. 7 m und Höhe ca. 0,2 m. | 32202009 | BW   |
| 52° 58′ 24″ N, 9° 17′ 6″ O | Walle 42    | Durchmesser ca. 8 m und Höhe ca. 0,6 m. | 32201968 | BW   |
| 52° 58′ 25″ N, 9° 17′ 7″ O | Walle 43    | Durchmesser ca. 4 m und Höhe ca. 0,2 m. | 32201969 | BW   |
| 52° 58′ 24″ N, 9° 17′ 7″ O | Walle 44    | Durchmesser ca. 7 m und Höhe ca. 0,3 m, durch Pflanzfurchen gestört. | 32202088 | BW   |
| 52° 58′ 23″ N, 9° 17′ 7″ O | Walle 45    | Durchmesser ca. 9 m und Höhe ca. 0,4 m, durch Pflanzfurchen gestört. | 32202070 | BW   |
| 52° 58′ 24″ N, 9° 17′ 8″ O | Walle 46    | Durchmesser ca. 8 m und Höhe ca. 0,4 m, durch Pflanzfurchen gestört. | 32201993 | BW   |
| 52° 58′ 24″ N, 9° 17′ 8″ O | Walle 47    | Durchmesser ca. 8,5 m und Höhe ca. 0,5 m. | 32202010 | BW   |
| 52° 58′ 23″ N, 9° 17′ 9″ O | Walle 48    | Durchmesser ca. 7,5 m und Höhe ca. 0,3 m. | 32201155 | BW   |
| 52° 58′ 24″ N, 9° 17′ 9″ O | Walle 49    | Durchmesser ca. 8 m und Höhe ca. 0,25 m. | 32201156 | BW   |